# Anabarhynchus flavus
Anabarhynchus flavus är en tvåvingeart som beskrevs av Mann 1928. Anabarhynchus flavus ingår i släktet Anabarhynchus och familjen stilettflugor. Inga underarter finns listade i Catalogue of Life.